# Cléber
Cléber oder Kléber ist ein portugiesischer männlicher Vorname, gebräuchlich vor allem in Brasilien. Er leitet sich vom deutschen Wort „Kleber“ ab.

## Bekannte Namensträger

### Cléber
- Cléber Américo da Conceição (* 1969), ehemaliger brasilianischer Fußballspieler
- Cléber Eduardo Arado (1972–2021), ehemaliger brasilianischer Fußballspieler
- Cléber Guedes de Lima (* 1974), ehemaliger brasilianisch-polnischer Fußballspieler
- Cléber Nelson de Andrade Raphaelli (* 1974), ehemaliger brasilianischer Fußballspieler
- Cléber Resende de Oliveira (* 1979), brasilianischer Fußballspieler
- Cléber Monteiro de Oliveira (* 1980), brasilianischer Fußballspieler
- Cléber Santana (1981–2016), brasilianischer Fußballspieler
- Cléber Ferreira Manttuy (* 1982), brasilianischer Fußballspieler
- Cléber Luis Alberti (* 1982), brasilianischer Fußballspieler
- Cléber Reis (* 1990), brasilianischer Fußballspieler

### Kléber, Kleber
- Kléber Balmat (1896–1961), französischer Skisportler
- Kléber Dadjo (1914–1979), kurzzeitig Staatschef von Togo (1967)
- Kléber de Carvalho Corrêa (* 1980), brasilianischer Fußballspieler
- Kleber do Amaral Ribeiro (* 1982)
- Kléber Giacomance de Souza Freitas (* 1983)
- Kléber Guerra Marques (* 1970)
- Kléber Laube Pinheiro (* 1990)
- Kléber Novaes de Lima (* 1980)
- Kléber Pereira (* 1975), brasilianischer Fußballspieler
- Kleber Ramos da Silva (* 1985), brasilianischer Radrennfahrer
- Kleber S. Masterson (20. Jahrhundert), Vize-Admiral der US-Navy
- Klebér Saarenpää (* 1975), schwedischer Fußballspieler
- Kleber Silva Nascimento (* 1986)
- Kléber Souza da Cruz (* 1978)

## Einzelnachweis
1. ↑  Cléber. In: Dicionário de Nomes Próprios. 7Graus Lda, abgerufen am 9. April 2022 (portugiesisch).